# 山田寺塔心礎

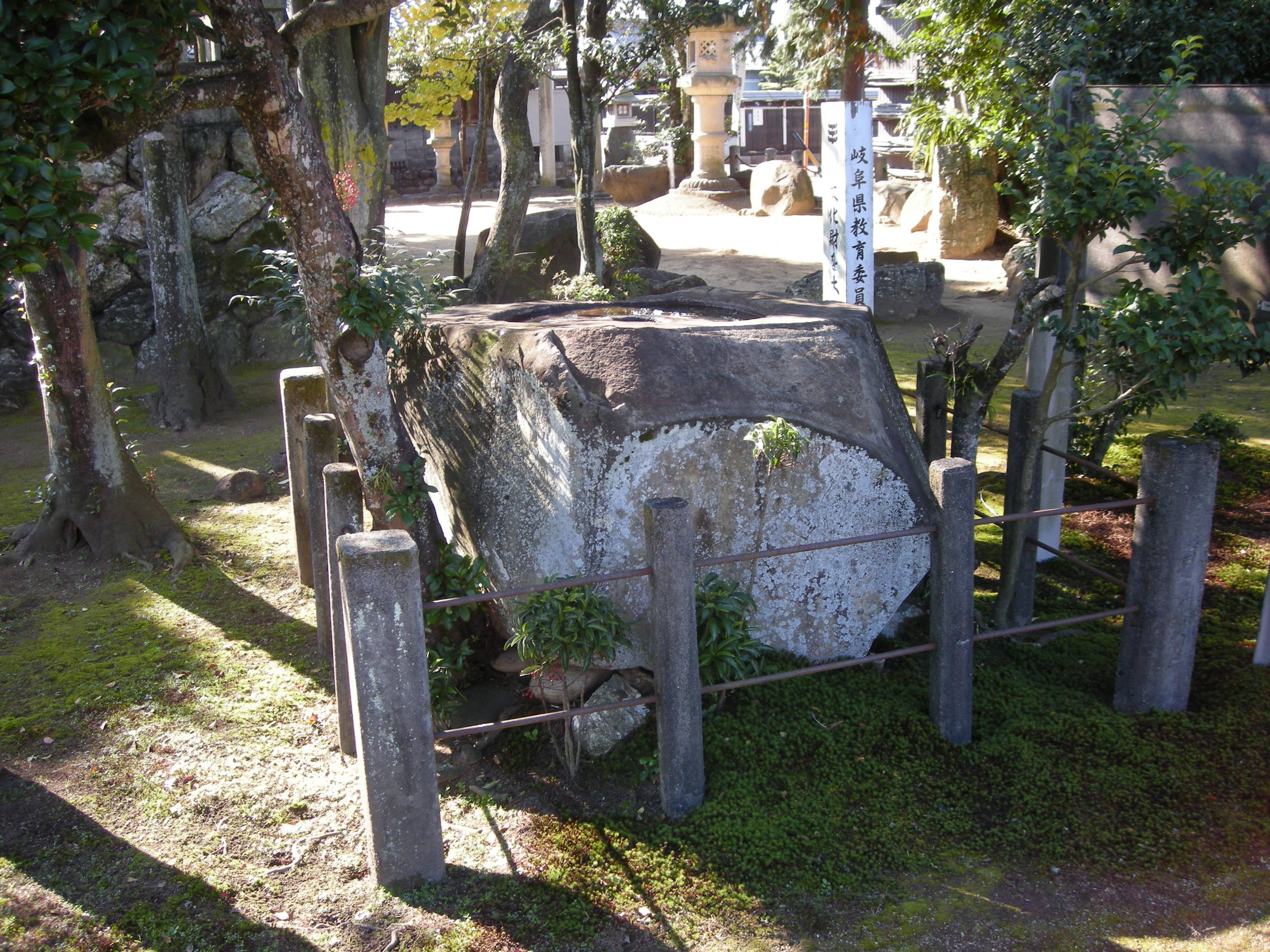
山田寺塔心礎

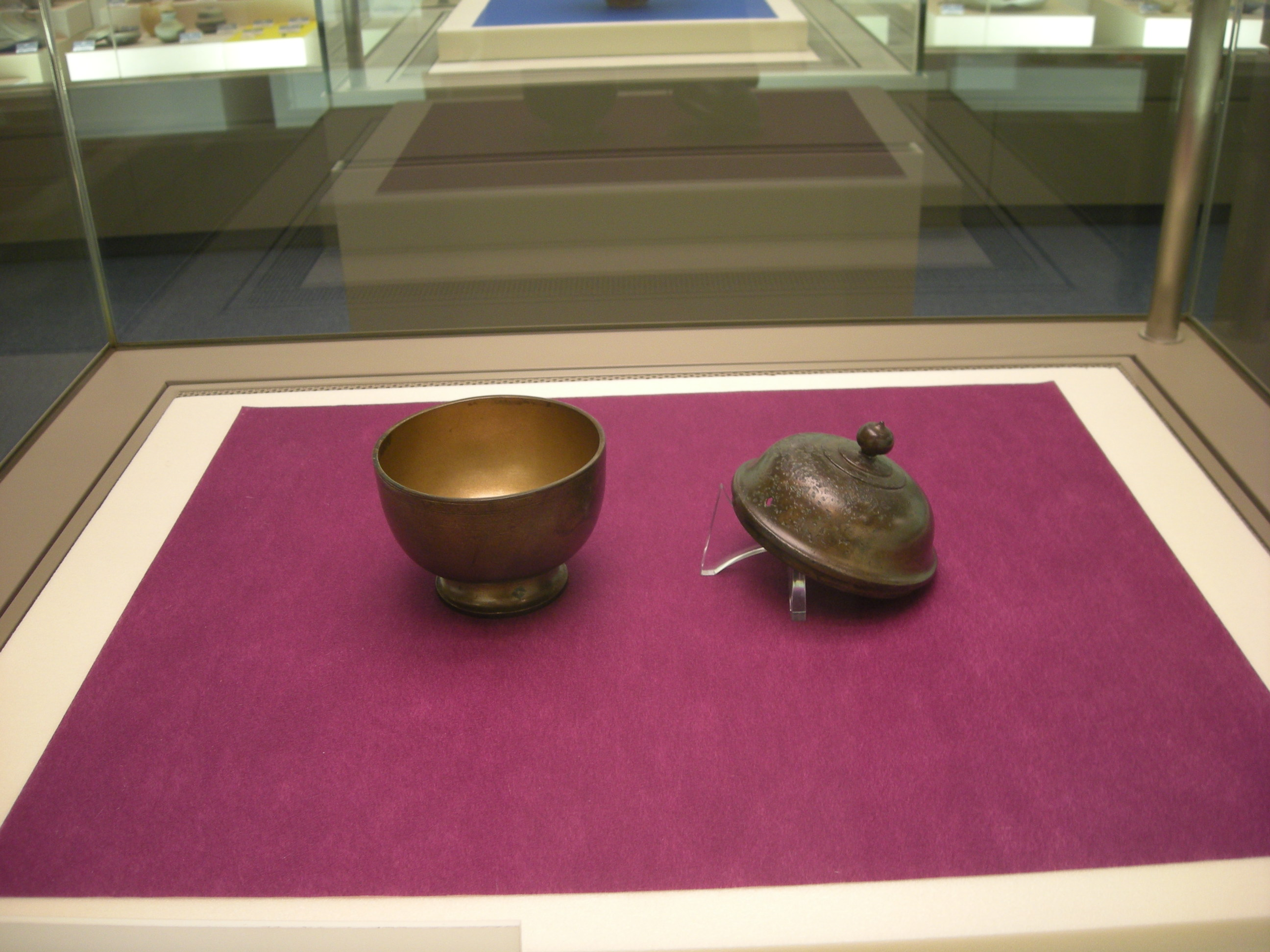
佐波理蓋鋺（埋蔵文化財調査センター、レプリカ）

山田寺塔心礎（さんでんじとうしんそ）は、岐阜県各務原市蘇原寺島町にある飛鳥時代（7世紀後半）に造られた古代寺院山田寺の塔心礎（塔の心柱の礎石）。
心礎は現山田寺東北約200mの無染寺境内に残っている。もとは山田寺よりの藪の中の地蔵尊の台石であったが明治初年に現地に移された。
舎利孔からは金銅製の舎利容器（銅壺、佐波理蓋鋺合子）が完全な形で発見された。

## 概要
- 二重円孔式
- 大きさ：181ｘ130x85cm
- 舎利孔径：85x6cm,16（底径6cm）x15cm

## 文化財指定
昭和36年（1961年）、重要文化財に指定。正式の指定名称は「美濃稲葉郡山田寺塔心礎納置銅壺 1合 附:塔心礎」であり、塔心礎は「銅壺」の「附」（つけたり）として重要文化財に指定された（考古資料、昭和36年2月指定）。

## 所在地
- 岐阜県各務原市蘇原寺島町2丁目18番地

## 交通アクセス
- 名古屋鉄道各務原線六軒駅より徒歩15分
- JR高山本線蘇原駅から徒歩20分